# Schneckenhaus-Sackträger
Der Schneckenhaus-Sackträger (Apterona helicoidella) ist ein Schmetterling aus der Familie der Echten Sackträger (Psychidae), der nördlich der Alpen in einer parthenogenetischen Form, die als Apterona helicoidella parth. bezeichnet wird, vorkommt und die nachfolgend schwerpunktmäßig behandelt wird.

## Merkmale
Die kleinen, grauen, flugfähigen Männchen kommen bei der in Südeuropa existierenden bisexuellen Form vor, dagegen besteht Apterona helicoidella parth. nur aus weiblichen Individuen, die eine madenartige Gestalt haben. Ihnen fehlen Beine, Fühler, Augen und Mundwerkzeuge. Sie sind graugelb gefärbt, haben bräunliche Brustschilde, am Hinterleib einzelne weißliche Härchen, werden etwa fünf Millimeter lang und zeigen eine leicht gekrümmte Haltung. Die Raupen haben eine gelbliche Färbung. Der Kopf ist schwarzbraun mit einer gelblichen Zeichnung. Auch die hell geteilten Brustschilde sind ansonsten schwarzbraun gefärbt. Jede Raupe spinnt sich in eine schneckenhausförmige Wohnröhre ein, die an der Außenseite hauptsächlich aus Erde sowie Sandkörnern gebildet wird und die bis zu zweieinhalb Schraubenwindungen aufweist, wobei der schraubige Windungssinn konstant zu sein scheint, so wie auch bei Schneckengehäusen üblich – allerdings spiegelbildlich zum Windungssinn beispielsweise bei den Weinbergschnecken. Der äußere Durchmesser der Windungen beträgt durchschnittlich zwei Millimeter und verjüngt sich zum oberen Ende hin zu einer Spitze. Das gesamte Gehäuse hat einen Durchmesser von ca. fünf Millimetern. Je nach der Farbe des Untergrundes werden auch verschiedenfarbige Baumaterialien verwendet, so dass die Farbe von hellgrau bis rostbraun variiert werden kann.

## Verbreitung und Vorkommen
Die parthenogenetische Form des Schneckenhaus-Sackträgers ist in Europa weit verbreitet und reicht von Portugal durch den größten Teil Mitteleuropas, einschließlich des Alpenraums, bis zum Ural sowie auch auf die Balkanhalbinsel und in die Türkei. Die Art wurde aus Europa auf Holz transportierenden Schiffen auch nach Amerika eingeschleppt. Hinsichtlich des Vorkommens im asiatischen Raum besteht noch Klärungsbedarf. Sie fehlt in höheren Lagen der Gebirge. Die Tiere sind überwiegend in warmen oder heißen Regionen anzutreffen, so auch auf Wärmeinseln mit geschützten, südexponierten Felsen.

## Lebensweise
Die Raupen haben eine einjährige Entwicklungszeit. Die Weibchen schlüpfen im Juni oder Juli. Die parthenogenetischen Tiere sind in Baden-Württemberg unter anderem im Einzugsgebiet der Flüsse Rhein, Main, Neckar und Donau zu finden, aber auch entlang der Autobahnen. Eine weiterreichende Ausbreitung der Art ist durch Verschleppung möglich. Mit lebenden Raupen besetzte Säcke auf Schwemmholzästen wurden in Flüssen schwimmend beobachtet, ebenso in Lawinen, so dass trotz der Flugunfähigkeit durchaus auch neue Gebiete erschlossen werden können. Weiterhin ist ein Transport der Säcke im Gefieder von Vögeln oder im Fell von Tieren bekannt. Die Art wurde aber selbst innerhalb von Städten in teilweise sehr kleinen Arealen, dort aber durchaus zahlreich, so einige Tausend Stück an einer Eisenbahnbrücke in Sinsheim oder mitten in Berlin gefunden. Es werden immer wieder die gleichen Verpuppungsplätze gewählt, was wahrscheinlich auf attraktive mikroklimatische Verhältnisse zurückzuführen ist. Während des gesamten Raupenstadiums bleibt die Raupe in ihrer Schutzhülle und verpuppt sich auch darin. Unmittelbar nach dem Schlüpfen kommt es zur parthenogenetischen Vermehrung und die Lebensdauer der Weibchen beträgt oft nur wenige Stunden. Die Raupen ernähren sich polyphag von vielen verschiedenen Pflanzen, von denen hier nur eine Auswahl genannt ist:
- Frühlings-Fingerkraut (Potentilla neumanniana),
- Reiherschnabel (Erodium cicutarium),
- Gamanderarten (Teucrium),
- Beifuß (Artemisia vulgaris),
- Gelbes Sonnenröschen (Helianthemum nummularium),
- Berg-Steinkraut (Alyssum montanum)

und andere. Das Larvengehäuse der Tiere wird bevorzugt an Felsen, Gemäuern, Straßenleitplanken und Stämmen angesponnen. In laubfreien Jahreszeiten kann es aber auch in teilweise großer Anzahl an Ästen und Zweigen befestigt gefunden werden.

## Gefährdung
Die Art ist in Deutschland nur in einigen Bundesländern nachgewiesen, dort aber meist zahlreich, so dass sie auf der Roten Liste gefährdeter Arten als nicht gefährdet eingestuft wird.